# Сикера
Си́кера, также сике́р (др.-греч. σίκερα, от арам. שכרא, šikrā, также олови́на, ол, олуй, олус) — общее обозначение для любого алкогольного напитка, помимо виноградного вина, — пива, сидра, пальмового вина. Встречается во множестве мест в Библии (Втор. 29:6, Втор. 14:26 Ис. 5:11, Прит. 31:6, Лк. 1:15).
Из переводов Библии слово «сикера» вошло в старославянский и церковнославянский языки. В русском языке слова «сикера» и «оловина» в значении «хмельной напиток вообще» вышли из употребления к XV веку, и в современном русском языке используются в церковном лексиконе.
Наиболее известное и яркое из библейских предостережений против пьянства из книги Притч Соломона звучит как: 

Вино — глумливо, сикера — буйна; и всякий, увлекающийся ими, неразумен.
— Прит. 20:1
В. Похлёбкин считал, что слова «сикера» и «сикер» изначально обозначали два разных типа напитка: первый, от арам. שיכרא, обозначал род пива и производился по технологиям близким к пиво- или мёдоварению; второй, от др.-евр. שיכר‬, применялся к крепким спиртным напиткам, полученным методом перегонки, и был по сути водкой (например, финиковой, инжирной или изюмной). Однако некоторые источники указывают, что точное значение слова неизвестно.
До XIV века на Руси «сикерой» именовалась одна из разновидностей «творёного пива» — хмельного, производимого по технологиям пивоварения, мёдоварения или квасоварения.
Вне церковного обихода древнерусским словом «олъ» называли пиво и вообще хмельные напитки из жита и ячменя и других злаков. В современном русском языке вытеснено словом «пиво».